# Maszkowice (gromada)
Maszkowice – dawna gromada, czyli najmniejsza jednostka podziału terytorialnego Polskiej Rzeczypospolitej Ludowej w latach 1954–1972.
Gromady, z gromadzkimi radami narodowymi (GRN) jako organami władzy najniższego stopnia na wsi, funkcjonowały od reformy reorganizującej administrację wiejską przeprowadzonej jesienią 1954 do momentu ich zniesienia z dniem 1 stycznia 1973, tym samym wypierając organizację gminną w latach 1954–1972.
Gromadę Maszkowice z siedzibą GRN w Maszkowicach utworzono – jako jedną z 8759 gromad na obszarze Polski – w powiecie nowosądeckim w woj. krakowskim, na mocy uchwały nr 26/IV/54 WRN w Krakowie z dnia 6 października 1954. W skład jednostki weszły obszary dotychczasowych gromad Maszkowice i Szczereż (bez części włączonej do nowej gromady Olszana) ze zniesionej gminy Łącko w tymże powiecie. Dla gromady ustalono 13 członków gromadzkiej rady narodowej.
Gromadę zniesiono 30 czerwca 1960, a jej obszar włączono do gromady Łącko.